# Cerma nana
Cerma nana là một loài bướm đêm trong họ Noctuidae.